# Aquae Granni

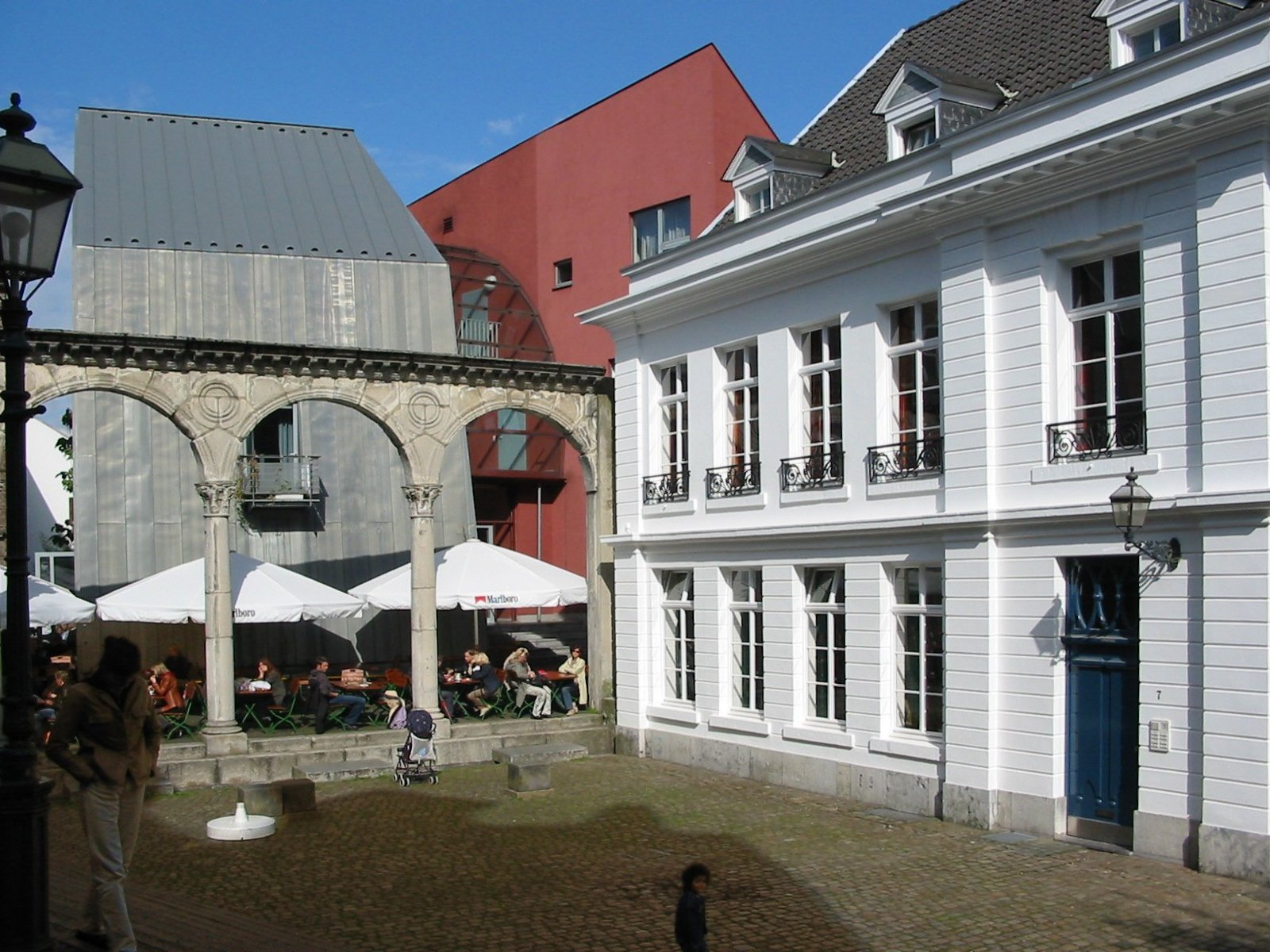
Aachen, Hof

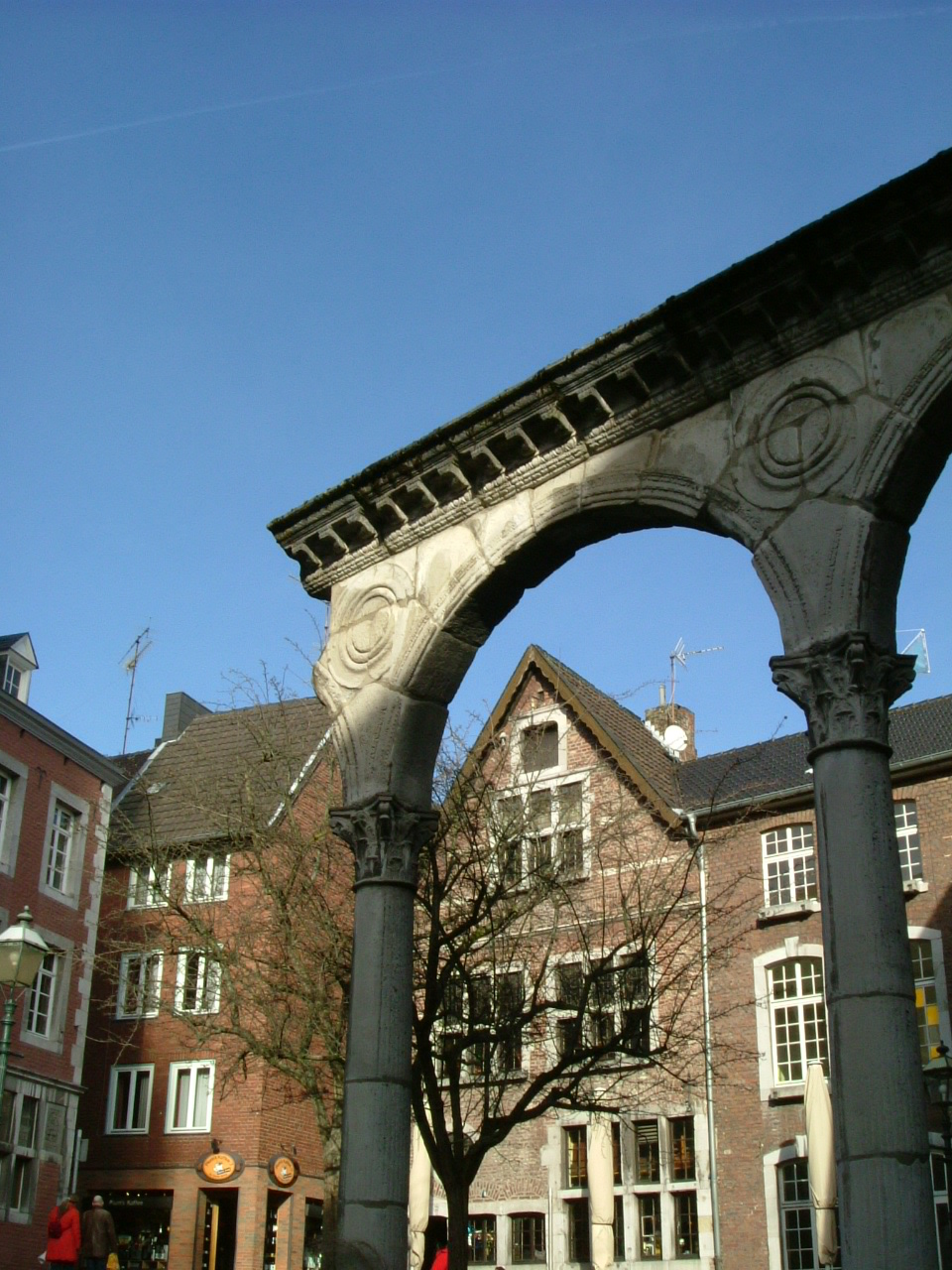
Kopie einer römischen Arkadenreihe

Aquae Granni ist die seit dem Mittelalter tradierte Bezeichnung für das römische Aachen. Unter einer Reihe weiterer Variationen dieses Namens – beispielsweise Aquisgranum – konnte sich diese Schreibweise in der fachwissenschaftlichen Literatur durchsetzen.

## Etymologie
Der lateinische Name Aquis Granni ist erst seit dem Frühmittelalter bekannt. Im Jahre 765 wird unter dem Frankenkönig Pippin der Jüngere erstmals der Name Aquis („bei den Wassern“) für das heutige Aachen genannt. Sein Sohn Karl der Große feierte hier im Jahr 768 in der Villa Aquis das Weihnachtsfest. Der Name hat seinen Ursprung in den zahlreichen Aachener Thermalquellen an diesem Ort. Als Badeort und wegen der heißen Quellen, die in Thermen gefasst waren, war die Gegend schon bei den römischen Legionären sehr beliebt. Der Namenszusatz Granni geht auf den keltischen Wasser- und Bädergott Grannus zurück; Quellen aus der Antike zur Verwendung des Begriffes während der Römerzeit liegen nicht vor.
Laut Albrecht Mann, der seiner Deutung den Namen Aquisgrani zu Grunde legt, könnte granum die Bedeutung „Korn“ haben und folglich auf Aachen als Kornkammer des von Karl beherrschten Reichs weisen.

## Besiedlung
Die als vicus anzusprechende Siedlung lag zwischen dem Johannis- und dem Paunellbach. Dieses Gebiet ist aufgrund seiner Geomorphologie mit Höhenunterschieden von bis zu 100 Meter nicht als siedlungsgünstiger Raum zu werten. Dessen ungeachtet wurde es schon früh bewohnt. Erste Spuren weisen ins Ende des 1. Jahrhunderts v. Chr. Der Grund ist in den heißen Thermalquellen zu sehen, die aus dem am östlichen Rand des vicus liegenden Höhenzug austreten. Das bis zu 75 Grad heiße, leicht schwefelhaltige Wasser führt gelöste Mineralien aus dem devonischen Kalkgestein und anderen Nebengesteinen mit sich. Eine in 15 km Entfernung liegende frühaugusteische Überlandstraße von Bavai über Tongern, Heerlen, Jülich nach Köln erschloss das Gebiet.
Schon früh konnten bei archäologischen Grabungen ebenfalls augusteische Siedlungsbefunde entdeckt werden. 1927 fand der Aachener Museumskustos Otto Eugen Mayer an der Ostseite des Marktplatzes frühe römische Keramik. Weitere Ausgrabungen zeigten, dass der heutige Marktbereich in römischer Zeit mittels holzausgesteifter Kanäle trockengelegt worden war. Darüber errichteten die Römer auf Pfahlroste hoch gelegte Schwellbalkenhäuser (Streifenhäuser). Die Schwellbalken, Dielenböden und aufgehenden Wände konnten dendrochronologisch mit einem Fälldatum von 2. Jahrhundert v. Chr. datiert werden.
Eine Siedlungskontinuität ist bis in das 4. Jahrhundert nachgewiesen. Analog zu anderen römischen Siedlungen im Rheinland wurde dann der Siedlungsbereich verkleinert und mit einer Wehrmauer von 2,50 m Breite umzogen. Deren Rundtürme mit einem Durchmesser von 6,50 m waren im Bereich des Rathauses/Marienturm nachzuweisen. Zwischen 350 und 360 wurde das Bad an der Kaiserquelle zerstört und aufgegeben. In die Thermenanlage unter dem Münster wurde eine Apsis eingebaut und die Anlage wurde zu einer christlichen Kirche umfunktioniert.

## Thermen
Die Siedlung wurde im Verlauf des 1. Jahrhunderts zum Teil in einen Kurort für die niedergermanischen Truppen ausgebaut. So weisen zum Beispiel die Münsterthermen die typische Raumanordnung eines valetudinarium, eines römischen Krankenhauses, auf. Im Quellbereich wurden zunächst die Bewaldung gerodet und zwei mit Ton abgedichtete Bäder angelegt, in denen sich das Thermalwasser sammeln konnte. Die auf dem Büchel errichteten Fachwerkbauten des zu der Anlage gehörenden Hofes wurden mit Holz errichtet, das im Jahr 38 n. Chr. gefällt wurde. In diesem Zeitrahmen entstanden auch Töpfereien und Glasbläsereien am Rande der Siedlung im Bereich der heutigen Minoriten- und Großkölnstraße, was auf eine ausgebaute Infrastruktur und rege Siedlungsaktivität hindeutet. In einer zweiten Ausbauphase wurden dann die Büchelthermen von der Legio VI Victrix aus Neuss, die um 100 n. Chr. in Xanten stationiert wurde, in Stein ausgebaut. Hinzu kam eine Wasserleitung, die bis nach Burtscheid führte. Die Leitung wurde mit Ziegeln abgedeckt, deren Ziegelstempel VI VIC P F auf die VI. Legion hinweisen. Spätestens nach dem Bataveraufstand 69/70 wird auch die Bewachung der Thermen zu den Aufgaben der Legion gehört haben.

## Kultbezirk
Gegen Ende des 2./Beginn des 3. Jahrhunderts wurden die Thermen am Hof abgerissen und ein Kultplatz angelegt. Im Zuge dessen wurde die Bücheltherme vergrößert und an den 3000 m² großen Kultbezirk angepasst. Der Eingang des Kultbezirkes war von einer 7,10 m hohen porticus geschmückt, die auf einem zweistufigen Stylobat stand. Das Stylobat wurde teilweise archäologisch ergraben und am Standort rekonstruiert. Zum Dekor gehörten korinthische Blattkapitelle mit einer profilierten Archivolte sowie Pflanzen- und Schildreliefs im Stil kleinasiatischer Baukunst. Dagegen sprechen die Kapitelle mit wiegenförmigen Hüllblatt-Kelchen für eine lokale Anfertigung. Aufgrund stilistischer Merkmale wird die porticus in das Ende des 2. / Anfang des 3. Jahrhunderts datiert. Zwischen den 3,50 m breiten Säulenstellungen öffneten sich Ladenlokale zur Wandelhalle hin. In diesen Lokalen konnten die Händler, Pilger und Badegäste Devotionalien u. ä. erwerben. Archäobotanisch konnte für das 1. und 2. Jahrhundert n. Chr. ein variantenreiches Vegetationsbild festgestellt werden. Darunter luxuriöse Nahrungsimporte wie Oliven, Feigen und Wein zur Bewirtung der Pilger und Badegäste.
Weiterhin wurden im Kultbezirk bei Grabungen 1967/68 die Fundamente von zwei gallo-römischen Umgangstempeln entdeckt. Der kleinere Tempel A maß 12 × 10,43 m, seine Cella 3,53 × 4,73 und war wie der mit 15 × 13 m größere Tempel B klassisch gen Osten orientiert. Die Eingänge waren von Pfeilern flankiert, was auf eine gegliederte Ordnung schließen lässt. Über eine Treppe gelangte man direkt in das davor liegende, gemauerte und verputzte Quellbecken, das durch eine Tonnendecke überwölbt war. Welcher Gottheit die Tempel zugewiesen wurden, ist unklar, da keine Weihinschriften gefunden wurden. Der Fund einer Statuenbasis mit einem fragmentarisch erhaltenen Baumstamm, um den sich eine Schlange windet, und die Namensgebung des Ortes lassen darauf schließen, dass hier das Zentralheiligtum des Heilgottes stand.

## Denkmalschutz
Der Bereich des vicus ist ein Bodendenkmal nach dem Gesetz zum Schutz und zur Pflege der Denkmäler im Lande Nordrhein-Westfalen.